# Interlands Chileens voetbalelftal 2010-2019
Deze pagina toont een chronologisch en gedetailleerd overzicht van de interlands die het Chileens voetbalelftal speelde in de periode 2010 – 2019.

## Interlands

### 2010
|                                                       |                                         |       |                   |                                                                                                |
| 21 januari Vriendschappelijk № 647 «onderlinge duels» | Chili                                   | 2 – 1 | Panama            | Francisco Sánchez Rumoroso, Coquimbo Toeschouwers: 15.000 Scheidsrechter: Martín Vázquez (URU) |
| 21 januari Vriendschappelijk № 647 «onderlinge duels» | Esteban Paredes 51' Esteban Paredes 53' |       | 87' Roberto Brown | Francisco Sánchez Rumoroso, Coquimbo Toeschouwers: 15.000 Scheidsrechter: Martín Vázquez (URU) |

|                                                    |       |       |           |                                                                                       |
| 1 april Vriendschappelijk № 648 «onderlinge duels» | Chili | 0 – 0 | Venezuela | Estadio Nacional, Santiago Toeschouwers: 20.000 Scheidsrechter: Roberto Silvera (URU) |
| 1 april Vriendschappelijk № 648 «onderlinge duels» |       |       |           | Estadio Nacional, Santiago Toeschouwers: 20.000 Scheidsrechter: Roberto Silvera (URU) |

|                                                  |                                     |       |                    |                                                                                                   |
| 6 mei Vriendschappelijk № 649 «onderlinge duels» | Chili                               | 2 – 0 | Trinidad en Tobago | Estadio Tierra de Campeones, Iquique Toeschouwers: 10.000 Scheidsrechter: Joaquín Antequera (BOL) |
| 6 mei Vriendschappelijk № 649 «onderlinge duels» | Pedro Morales 2' Sebastián Toro 48' |       |                    | Estadio Tierra de Campeones, Iquique Toeschouwers: 10.000 Scheidsrechter: Joaquín Antequera (BOL) |

|                                                   |                    |       |       |                                                                                    |
| 16 mei Vriendschappelijk № 650 «onderlinge duels» | Mexico             | 1 – 0 | Chili | Aztekenstadion, Mexico-Stad Toeschouwers: 95.000 Scheidsrechter: Mark Geiger (USA) |
| 16 mei Vriendschappelijk № 650 «onderlinge duels» | Alberto Medina 14' |       |       | Aztekenstadion, Mexico-Stad Toeschouwers: 95.000 Scheidsrechter: Mark Geiger (USA) |

|                                                   |                                                          |       |        |                                                                                                 |
| 27 mei Vriendschappelijk № 651 «onderlinge duels» | Chili                                                    | 3 – 0 | Zambia | Estadio Municipal de Calama, Calama Toeschouwers: onbekend Scheidsrechter: Gabriel Favale (ARG) |
| 27 mei Vriendschappelijk № 651 «onderlinge duels» | Alexis Sánchez 54' Alexis Sánchez 85' Jorge Valdivia 87' |       |        | Estadio Municipal de Calama, Calama Toeschouwers: onbekend Scheidsrechter: Gabriel Favale (ARG) |

|                                                             |                     |       |               |                                                                                      |
| 30 mei Vriendschappelijk № 652 «onderlinge duels» 20:15 uur | Chili               | 1 – 0 | Noord-Ierland | Estadio Municipal, Chillán Toeschouwers: 12.000 Scheidsrechter: Líber Prudente (URU) |
| 30 mei Vriendschappelijk № 652 «onderlinge duels» 20:15 uur | Esteban Paredes 30' |       |               | Estadio Municipal, Chillán Toeschouwers: 12.000 Scheidsrechter: Líber Prudente (URU) |

|                                                   |                                                         |       |        | |
| 31 mei Vriendschappelijk № 653 «onderlinge duels» | Chili                                                   | 3 – 0 | Israël | Estadio Municipal de Concepción, Concepción Toeschouwers: 25.000 Scheidsrechter: Antonio Arias (PAR) |
| 31 mei Vriendschappelijk № 653 «onderlinge duels» | Humberto Suazo 22' Alexis Sánchez 49' Rodrigo Tello 90' |       |        | Estadio Municipal de Concepción, Concepción Toeschouwers: 25.000 Scheidsrechter: Antonio Arias (PAR) |

| WK voetbal 2010 |
| --------------- |

|                                                                 |          |           |                     |                                                                                     |
| 16 juni WK-eindronde Groep H № 654 «onderlinge duels» 13:30 uur | Honduras | 0 – 1     | Chili               | Mbombela Stadion, Nelspruit Toeschouwers: 32.664 Scheidsrechter: Eddy Maillet (SEY) |
| 16 juni WK-eindronde Groep H № 654 «onderlinge duels» 13:30 uur |          | (details) | 33' Jean Beausejour | Mbombela Stadion, Nelspruit Toeschouwers: 32.664 Scheidsrechter: Eddy Maillet (SEY) |

|                                                                 |                   |           |             | |
| 21 juni WK-eindronde Groep H № 655 «onderlinge duels» 16:00 uur | Chili             | 1 – 0     | Zwitserland | Nelson Mandelabaai Stadion, Port Elizabeth Toeschouwers: 34.872 Scheidsrechter: Khalil Al Ghamdi (KSA) |
| 21 juni WK-eindronde Groep H № 655 «onderlinge duels» 16:00 uur | Mark González 75' | (details) |             | Nelson Mandelabaai Stadion, Port Elizabeth Toeschouwers: 34.872 Scheidsrechter: Khalil Al Ghamdi (KSA) |

|                                                                 |                    |           |                                    |                                                                                              |
| 25 juni WK-eindronde Groep H № 656 «onderlinge duels» 20:30 uur | Chili              | 1 – 2     | Spanje                             | Loftus Versfeld Stadion, Pretoria Toeschouwers: 41.958 Scheidsrechter: Marco Rodríguez (MEX) |
| 25 juni WK-eindronde Groep H № 656 «onderlinge duels» 20:30 uur | Rodrigo Millar 47' | (details) | 24' David Villa 37' Andrés Iniesta | Loftus Versfeld Stadion, Pretoria Toeschouwers: 41.958 Scheidsrechter: Marco Rodríguez (MEX) |

|                                                                        |                                       |       |       |                                                                                |
| 28 juni WK-eindronde Achtste finale № 657 «onderlinge duels» 20:30 uur | Brazilië                              | 3 – 0 | Chili | Ellispark, Johannesburg Toeschouwers: 54.096 Scheidsrechter: Howard Webb (ENG) |
| 28 juni WK-eindronde Achtste finale № 657 «onderlinge duels» 20:30 uur | Juan 34' Luís Fabiano 38' Robinho 59' |       |       | Ellispark, Johannesburg Toeschouwers: 54.096 Scheidsrechter: Howard Webb (ENG) |

|  |  |  |  |  |  |  |  |  |

|                                                                  |                                              |       |                   |                                                                                             |
| 7 september Vriendschappelijk № 658 «onderlinge duels» 20:00 uur | Oekraïne                                     | 2 – 1 | Chili             | Valeri Lobanovskystadion, Kiev Toeschouwers: 6.000 Scheidsrechter: Vital Sevastsyanik (BLR) |
| 7 september Vriendschappelijk № 658 «onderlinge duels» 20:00 uur | Jaroslav Rakitskiy 36' Oleksandr Aliejev 52' |       | 86' Mauricio Isla | Valeri Lobanovskystadion, Kiev Toeschouwers: 6.000 Scheidsrechter: Vital Sevastsyanik (BLR) |

|                                                                |                    |                                              |       |                                                                                          |
| 9 oktober Vriendschappelijk № 659 «onderlinge duels» 18:30 uur | Arabische Emiraten | 0 – 2                                        | Chili | Sheikh Zayed Stadion, Abu Dhabi Toeschouwers: 500 Scheidsrechter: Khalil Al Ghamdi (KSA) |
| 9 oktober Vriendschappelijk № 659 «onderlinge duels» 18:30 uur |                    | 6' (pen.) Roberto Cereceda 37' Pedro Morales |       | Sheikh Zayed Stadion, Abu Dhabi Toeschouwers: 500 Scheidsrechter: Khalil Al Ghamdi (KSA) |

|                                                                 |      |                   |       |                                                                                                |
| 12 oktober Vriendschappelijk № 660 «onderlinge duels» 17:00 uur | Oman | 0 – 1             | Chili | Sultan Qaboos Sports Complex, Masqat Toeschouwers: 8.000 Scheidsrechter: Mahmoud Blooshi (KUW) |
| 12 oktober Vriendschappelijk № 660 «onderlinge duels» 17:00 uur |      | 21' Pedro Morales |       | Sultan Qaboos Sports Complex, Masqat Toeschouwers: 8.000 Scheidsrechter: Mahmoud Blooshi (KUW) |

|                                                        |                                     |       |         |                                                                                     |
| 17 november Vriendschappelijk № 661 «onderlinge duels» | Chili                               | 2 – 0 | Uruguay | Estadio Nacional, Santiago Toeschouwers: 45.000 Scheidsrechter: Carlos Torres (PAR) |
| 17 november Vriendschappelijk № 661 «onderlinge duels» | Alexis Sánchez 38' Arturo Vidal 75' |       |         | Estadio Nacional, Santiago Toeschouwers: 45.000 Scheidsrechter: Carlos Torres (PAR) |

### 2011
|                                                                 |                         |       |                     |                                                                                              |
| 23 januari Vriendschappelijk № 662 «onderlinge duels» 21:00 uur | Verenigde Staten        | 1 – 1 | Chili               | The Home Depot Center, Carson Toeschouwers: 18.580 Scheidsrechter: Francisco Gutiérrez (MEX) |
| 23 januari Vriendschappelijk № 662 «onderlinge duels» 21:00 uur | Teal Bunbury 74' (pen.) |       | 52' Esteban Paredes | The Home Depot Center, Carson Toeschouwers: 18.580 Scheidsrechter: Francisco Gutiérrez (MEX) |

|                                                               |                      |       |                      |                                                                                        |
| 26 maart Vriendschappelijk № 663 «onderlinge duels» 21:45 uur | Portugal             | 1 – 1 | Chili                | Estadio Magalhães Pessoa, Leiria Toeschouwers: 10.694 Scheidsrechter: Kevin Blom (NED) |
| 26 maart Vriendschappelijk № 663 «onderlinge duels» 21:45 uur | Silvestre Varela 16' |       | 42' Matías Fernández | Estadio Magalhães Pessoa, Leiria Toeschouwers: 10.694 Scheidsrechter: Kevin Blom (NED) |

|                                                               |          |                                         |       |                                                                                  |
| 29 maart Vriendschappelijk № 664 «onderlinge duels» 20:40 uur | Colombia | 0 – 2                                   | Chili | Kyocera Stadion, Den Haag Toeschouwers: 15.000 Scheidsrechter: Pieter Vink (NED) |
| 29 maart Vriendschappelijk № 664 «onderlinge duels» 20:40 uur |          | 7' Matías Fernández 31' Jean Beausejour |       | Kyocera Stadion, Den Haag Toeschouwers: 15.000 Scheidsrechter: Pieter Vink (NED) |

|                                                              |                                                                                   |       |         | |
| 19 juni Vriendschappelijk № 665 «onderlinge duels» 19:00 uur | Chili                                                                             | 4 – 0 | Estland | Estadio Monumental David Arellano, Santiago Toeschouwers: 20.000 Scheidsrechter: Martín Vásquez (URU) |
| 19 juni Vriendschappelijk № 665 «onderlinge duels» 19:00 uur | Matías Fernández 21' Waldo Ponce 42' Humberto Suazo 45' (pen.) Alexis Sánchez 50' |       |         | Estadio Monumental David Arellano, Santiago Toeschouwers: 20.000 Scheidsrechter: Martín Vásquez (URU) |

|                                                              |          |       |       | |
| 23 juni Vriendschappelijk № 666 «onderlinge duels» 19:00 uur | Paraguay | 0 – 0 | Chili | Estadio Defensores del Chaco, Asunción Toeschouwers: 7.000 Scheidsrechter: Paulo César Oliveira (BRA) |
| 23 juni Vriendschappelijk № 666 «onderlinge duels» 19:00 uur |          |       |       | Estadio Defensores del Chaco, Asunción Toeschouwers: 7.000 Scheidsrechter: Paulo César Oliveira (BRA) |

| Copa América 2011 |
| ----------------- |

|                                                                |                                      |       |                   |                                                                                         |
| 4 juli Copa América Groep C № 667 «onderlinge duels» 21:45 uur | Chili                                | 2 – 1 | Mexico            | Estadio del Bicentenario, San Juan Toeschouwers: 25.000 Scheidsrechter: Juan Soto (VEN) |
| 4 juli Copa América Groep C № 667 «onderlinge duels» 21:45 uur | Esteban Paredes 66' Arturo Vidal 72' |       | 40' Néstor Araujo | Estadio del Bicentenario, San Juan Toeschouwers: 25.000 Scheidsrechter: Juan Soto (VEN) |

|                                                                |                    |       |                    |                                                                                                 |
| 8 juli Copa América Groep C № 668 «onderlinge duels» 19:15 uur | Uruguay            | 1 – 1 | Chili              | Estadio Malvinas Argentinas, Mendoza Toeschouwers: 45.000 Scheidsrechter: Carlos Amarilla (PAR) |
| 8 juli Copa América Groep C № 668 «onderlinge duels» 19:15 uur | Álvaro Pereira 53' |       | 64' Alexis Sanchez | Estadio Malvinas Argentinas, Mendoza Toeschouwers: 45.000 Scheidsrechter: Carlos Amarilla (PAR) |

|                                                                 |                             |       |      |                                                                                                 |
| 12 juli Copa América Groep C № 669 «onderlinge duels» 19:15 uur | Chili                       | 1 – 0 | Peru | Estadio Malvinas Argentinas, Mendoza Toeschouwers: 45.000 Scheidsrechter: Sálvio Fagundes (BRA) |
| 12 juli Copa América Groep C № 669 «onderlinge duels» 19:15 uur | André Carrillo 90+2' (e.d.) |       |      | Estadio Malvinas Argentinas, Mendoza Toeschouwers: 45.000 Scheidsrechter: Sálvio Fagundes (BRA) |

|                                                                     |                    |       |                                             |                                                                                           |
| 17 juli Copa América Kwartfinale № 670 «onderlinge duels» 19:15 uur | Chili              | 1 – 2 | Venezuela                                   | Estadio del Bicentenario, San Juan Toeschouwers: 20.000 Scheidsrechter: Carlos Vera (ECU) |
| 17 juli Copa América Kwartfinale № 670 «onderlinge duels» 19:15 uur | Humberto Suazo 69' |       | 34' Oswaldo Vizcarrondo 80' Gabriel Cichero | Estadio del Bicentenario, San Juan Toeschouwers: 20.000 Scheidsrechter: Carlos Vera (ECU) |

|  |  |  |  |  |  |  |  |  |

|                                                                  |               |       |                     |                                                                                           |
| 10 augustus Vriendschappelijk № 671 «onderlinge duels» 20:00 uur | Frankrijk     | 1 – 1 | Chili               | Stade de la Mosson, Montpellier Toeschouwers: 30.000 Scheidsrechter: Stuart Attwell (ENG) |
| 10 augustus Vriendschappelijk № 671 «onderlinge duels» 20:00 uur | Loïc Rémy 20' |       | 76' Nicolás Córdova | Stade de la Mosson, Montpellier Toeschouwers: 30.000 Scheidsrechter: Stuart Attwell (ENG) |

|                                                                  |                                                        |       |                                      |                                                                                      |
| 2 september Vriendschappelijk № 672 «onderlinge duels» 19:45 uur | Spanje                                                 | 3 – 2 | Chili                                | AFG Arena, Sankt Gallen Toeschouwers: 14.605 Scheidsrechter: Jérôme Laperrière (SUI) |
| 2 september Vriendschappelijk № 672 «onderlinge duels» 19:45 uur | Andrés Iniesta 55' Cesc Fàbregas 71' Cesc Fàbregas 90' |       | 11' Mauricio Isla 20' Eduardo Vargas | AFG Arena, Sankt Gallen Toeschouwers: 14.605 Scheidsrechter: Jérôme Laperrière (SUI) |

|                                                                  |                     |       |       | |
| 4 september Vriendschappelijk № 673 «onderlinge duels» 20:00 uur | Mexico              | 1 – 0 | Chili | Estadi Cornellà-El Prat, Cornellà de Llobregat Toeschouwers: 7.210 Scheidsrechter: César Muñiz Fernández (ESP) |
| 4 september Vriendschappelijk № 673 «onderlinge duels» 20:00 uur | Andrés Guardado 79' |       |       | Estadi Cornellà-El Prat, Cornellà de Llobregat Toeschouwers: 7.210 Scheidsrechter: César Muñiz Fernández (ESP) |

|                                                    |                                                                             |       |                      |                                                                                           |
| 7 oktober WK-kwalificatie № 674 «onderlinge duels» | Argentinië                                                                  | 4 – 1 | Chili                | Estadio Monumental, Buenos Aires Toeschouwers: 26.161 Scheidsrechter: Wilmar Roldán (COL) |
| 7 oktober WK-kwalificatie № 674 «onderlinge duels» | Gonzalo Higuaín 8' Lionel Messi 26' Gonzalo Higuaín 52' Gonzalo Higuaín 64' |       | 60' Matías Fernández | Estadio Monumental, Buenos Aires Toeschouwers: 26.161 Scheidsrechter: Wilmar Roldán (COL) |

|                                                     |                                                                            |       |                                          | |
| 11 oktober WK-kwalificatie № 675 «onderlinge duels» | Chili                                                                      | 4 – 2 | Peru                                     | Estadio Monumental David Arellano, Santiago Toeschouwers: 39.000 Scheidsrechter: Raúl Orozco (BOL) |
| 11 oktober WK-kwalificatie № 675 «onderlinge duels» | Waldo Ponce 2' Eduardo Vargas 18' Gary Medel 48' Humberto Suazo 63' (pen.) |       | 49' Claudio Pizarro 59' Jefferson Farfán | Estadio Monumental David Arellano, Santiago Toeschouwers: 39.000 Scheidsrechter: Raúl Orozco (BOL) |

|                                                                |                                                                 |       |       |                                                                                           |
| 11 november WK-kwalificatie № 676 «onderlinge duels» 21:00 uur | Uruguay                                                         | 4 – 0 | Chili | Estadio Centenario, Montevideo Toeschouwers: 40.500 Scheidsrechter: Héctor Baldassi (ARG) |
| 11 november WK-kwalificatie № 676 «onderlinge duels» 21:00 uur | Luis Suárez 42' Luis Suárez 45' Luis Suárez 67' Luis Suárez 74' |       |       | Estadio Centenario, Montevideo Toeschouwers: 40.500 Scheidsrechter: Héctor Baldassi (ARG) |

|                                                                |                                       |       |          |                                                                                   |
| 15 november WK-kwalificatie № 677 «onderlinge duels» 21:00 uur | Chili                                 | 2 – 0 | Paraguay | Estadio Nacional, Santiago Toeschouwers: 44.726 Scheidsrechter: Heber Lopes (BRA) |
| 15 november WK-kwalificatie № 677 «onderlinge duels» 21:00 uur | Pablo Contreras 27' Matías Campos 85' |       |          | Estadio Nacional, Santiago Toeschouwers: 44.726 Scheidsrechter: Heber Lopes (BRA) |

|                                                                  |                                                                    |       |                                           |                                                                                      |
| 21 december Vriendschappelijk № 678 «onderlinge duels» 21:00 uur | Chili                                                              | 3 – 2 | Paraguay                                  | Estadio La Portada, La Serena Toeschouwers: 12.000 Scheidsrechter: Raúl Orozco (BOL) |
| 21 december Vriendschappelijk № 678 «onderlinge duels» 21:00 uur | Sebastián Pinto 19' Sebastián Pinto 62' (pen.) Sebastián Pinto 74' |       | 51' (pen.) Edgar Benítez 56' Julio Manzur | Estadio La Portada, La Serena Toeschouwers: 12.000 Scheidsrechter: Raúl Orozco (BOL) |

### 2012
|                                                                  |                                            |       |       |                                                                                            |
| 15 februari Vriendschappelijk № 679 «onderlinge duels» 19:30 uur | Paraguay                                   | 2 – 0 | Chili | Estadio Feliciano Cáceres, Luque Toeschouwers: 15.000 Scheidsrechter: Leandro Vuaden (BRA) |
| 15 februari Vriendschappelijk № 679 «onderlinge duels» 19:30 uur | Edgar Benítez 45' (pen.) José Ortigoza 72' |       |       | Estadio Feliciano Cáceres, Luque Toeschouwers: 15.000 Scheidsrechter: Leandro Vuaden (BRA) |

|                                                        |                             |       |                   |                                                                           |
| 29 februari Vriendschappelijk № 680 «onderlinge duels» | Chili                       | 1 – 1 | Ghana             | PPL Park, Chester Toeschouwers: 7.000 Scheidsrechter: Elias Bazakos (USA) |
| 29 februari Vriendschappelijk № 680 «onderlinge duels» | Matías Fernández 90' (pen.) |       | 43' Richard Mpong | PPL Park, Chester Toeschouwers: 7.000 Scheidsrechter: Elias Bazakos (USA) |

|                                                               |                                                    |       |                    |                                                                                         |
| 21 maart Vriendschappelijk № 681 «onderlinge duels» 20:00 uur | Chili                                              | 3 – 1 | Peru               | Estadio Carlos Dittborn, Arica Toeschouwers: 5.000 Scheidsrechter: Julio Quintana (PAR) |
| 21 maart Vriendschappelijk № 681 «onderlinge duels» 20:00 uur | Esteban Paredes 5' Enzo Andía 43' Eugenio Mena 86' |       | 21' John Galliquio | Estadio Carlos Dittborn, Arica Toeschouwers: 5.000 Scheidsrechter: Julio Quintana (PAR) |

|                                                               |      |                                                       |       |                                                                                 |
| 11 april Vriendschappelijk № 682 «onderlinge duels» 20:00 uur | Peru | 0 – 3                                                 | Chili | Estadio Modelo, Tacna Toeschouwers: 5.000 Scheidsrechter: Enrique Cáceres (PAR) |
| 11 april Vriendschappelijk № 682 «onderlinge duels» 20:00 uur |      | 21' Eugenio Mena 64' Felipe Flores 72' Bryan Carrasco |       | Estadio Modelo, Tacna Toeschouwers: 5.000 Scheidsrechter: Enrique Cáceres (PAR) |

|                                                           |         |                                       |       |                                                                                            |
| 2 juni WK-kwalificatie № 683 «onderlinge duels» 22:00 uur | Bolivia | 0 – 2                                 | Chili | Estadio Hernando Siles, La Paz Toeschouwers: 15.000 Scheidsrechter: Alfredo Intriago (ECU) |
| 2 juni WK-kwalificatie № 683 «onderlinge duels» 22:00 uur |         | 45' Charles Aránguiz 84' Arturo Vidal |       | Estadio Hernando Siles, La Paz Toeschouwers: 15.000 Scheidsrechter: Alfredo Intriago (ECU) |

|                                                           |           |                                             |       |                                                                                           |
| 9 juni WK-kwalificatie № 684 «onderlinge duels» 18:05 uur | Venezuela | 0 – 2                                       | Chili | Estadio Olímpico, Puerto La Cruz Toeschouwers: 15.000 Scheidsrechter: José Buitrago (COL) |
| 9 juni WK-kwalificatie № 684 «onderlinge duels» 18:05 uur |           | 85' Matías Fernández 90+1' Charles Aránguiz |       | Estadio Olímpico, Puerto La Cruz Toeschouwers: 15.000 Scheidsrechter: José Buitrago (COL) |

|                                                        |                                                        |       |       |                                                                             |
| 15 augustus Vriendschappelijk № 685 «onderlinge duels» | Ecuador                                                | 3 – 0 | Chili | City Field, New York Toeschouwers: 5.000 Scheidsrechter: Terry Vaughn (USA) |
| 15 augustus Vriendschappelijk № 685 «onderlinge duels» | Narciso Mina 10' Jaime Ayoví 14' Jefferson Montero 66' |       |       | City Field, New York Toeschouwers: 5.000 Scheidsrechter: Terry Vaughn (USA) |

|                                                       |                      |       |                                                              |                                                                                         |
| 11 september WK-kwalificatie № 686 «onderlinge duels» | Chili                | 1 – 3 | Colombia                                                     | Estadio Monumental, Santiago Toeschouwers: 38.000 Scheidsrechter: Victor Carrillo (PER) |
| 11 september WK-kwalificatie № 686 «onderlinge duels» | Matías Fernández 42' |       | 59' James Rodríguez 74' Radamel Falcao 77' Teófilo Gutiérrez | Estadio Monumental, Santiago Toeschouwers: 38.000 Scheidsrechter: Victor Carrillo (PER) |

|                                                               |                                                            |       |                                |                                                                                          |
| 11 oktober WK-kwalificatie № 687 «onderlinge duels» 16:00 uur | Ecuador                                                    | 3 – 1 | Chili                          | Estadio Olimpico Atahualpa, Quito Toeschouwers: 37.500 Scheidsrechter: Heber Lopes (BRA) |
| 11 oktober WK-kwalificatie № 687 «onderlinge duels» 16:00 uur | Felipe Caicedo 33' Felipe Caicedo 56' Segundo Castillo 90' |       | 25' (e.d.) Juan Carlos Paredes | Estadio Olimpico Atahualpa, Quito Toeschouwers: 37.500 Scheidsrechter: Heber Lopes (BRA) |

|                                                               |                      |       |                                      |                                                                                     |
| 16 oktober WK-kwalificatie № 688 «onderlinge duels» 20:05 uur | Chili                | 1 – 2 | Argentinië                           | Estadio Nacional, Santiago Toeschouwers: 45.000 Scheidsrechter: Antonio Arias (PAR) |
| 16 oktober WK-kwalificatie № 688 «onderlinge duels» 20:05 uur | Felipe Gutiérrez 90' |       | 28' Lionel Messi 31' Gonzalo Higuaín | Estadio Nacional, Santiago Toeschouwers: 45.000 Scheidsrechter: Antonio Arias (PAR) |

|                                                                  |                      |       |                                                         |                                                                                |
| 14 november Vriendschappelijk № 689 «onderlinge duels» 20:00 uur | Chili                | 1 – 3 | Servië                                                  | AFG Arena, Sankt Gallen Toeschouwers: 1.800 Scheidsrechter: Sascha Kever (SUI) |
| 14 november Vriendschappelijk № 689 «onderlinge duels» 20:00 uur | Ángelo Henríquez 87' |       | 23' Lazar Marković 48' Filip Đorđević 59' Filip Đuričić | AFG Arena, Sankt Gallen Toeschouwers: 1.800 Scheidsrechter: Sascha Kever (SUI) |

### 2013
|                                                                 |                                              |       |               |                                                                                         |
| 15 januari Vriendschappelijk № 690 «onderlinge duels» 20:00 uur | Chili                                        | 2 – 1 | Senegal       | Estadio La Portada, La Serena Toeschouwers: 10.000 Scheidsrechter: Germán Delfino (ARG) |
| 15 januari Vriendschappelijk № 690 «onderlinge duels» 20:00 uur | Carlos Muñoz 52' Fernando Meneses 65' (pen.) |       | 10' Pape Sané | Estadio La Portada, La Serena Toeschouwers: 10.000 Scheidsrechter: Germán Delfino (ARG) |

|                                                                 |                                                         |       |       |                                                                                          |
| 19 januari Vriendschappelijk № 691 «onderlinge duels» 19:15 uur | Chili                                                   | 3 – 0 | Haïti | Estadio Municipal, Concepción Toeschouwers: 22.000 Scheidsrechter: Óscar Maldonado (BOL) |
| 19 januari Vriendschappelijk № 691 «onderlinge duels» 19:15 uur | Carlos Muñoz 49' José Fuenzalida 58' Patricio Rubio 76' |       |       | Estadio Municipal, Concepción Toeschouwers: 22.000 Scheidsrechter: Óscar Maldonado (BOL) |

|                                                                 |                                       |       |                   |                                                                                              |
| 6 februari Vriendschappelijk № 692 «onderlinge duels» 18:00 uur | Chili                                 | 2 – 1 | Egypte            | Estadio Vicente Calderón, Madrid Toeschouwers: 3.000 Scheidsrechter: Fernando Teixeira (ESP) |
| 6 februari Vriendschappelijk № 692 «onderlinge duels» 18:00 uur | Eduardo Vargas 60' Carlos Carmona 66' |       | 88' Mohamed Salah | Estadio Vicente Calderón, Madrid Toeschouwers: 3.000 Scheidsrechter: Fernando Teixeira (ESP) |

|                                                             |                      |       |       |                                                                                        |
| 22 maart WK-kwalificatie № 693 «onderlinge duels» 21:00 uur | Peru                 | 1 – 0 | Chili | Estadio Nacional José Diaz, Lima Toeschouwers: 43.000 Scheidsrechter: Diego Abal (ARG) |
| 22 maart WK-kwalificatie № 693 «onderlinge duels» 21:00 uur | Jefferson Farfán 87' |       |       | Estadio Nacional José Diaz, Lima Toeschouwers: 43.000 Scheidsrechter: Diego Abal (ARG) |

|                                                             |                                        |       |         |                                                                                     |
| 26 maart WK-kwalificatie № 694 «onderlinge duels» 20:00 uur | Chili                                  | 2 – 0 | Uruguay | Estadio Nacional, Santiago Toeschouwers: 43.816 Scheidsrechter: Néstor Pitana (ARG) |
| 26 maart WK-kwalificatie № 694 «onderlinge duels» 20:00 uur | Esteban Paredes 11' Eduardo Vargas 78' |       |         | Estadio Nacional, Santiago Toeschouwers: 43.816 Scheidsrechter: Néstor Pitana (ARG) |

|                                                               |                      |       |                                       |                                                                                             |
| 24 april Vriendschappelijk № 695 «onderlinge duels» 20:00 uur | Brazilië             | 2 – 2 | Chili                                 | Estadio Mineirão, Belo Horizonte Toeschouwers: 53.331 Scheidsrechter: Carlos Amarilla (PAR) |
| 24 april Vriendschappelijk № 695 «onderlinge duels» 20:00 uur | Réver 25' Neymar 55' |       | 8' Marcos González 64' Eduardo Vargas | Estadio Mineirão, Belo Horizonte Toeschouwers: 53.331 Scheidsrechter: Carlos Amarilla (PAR) |

|                                                           |                      |       |                                     |                                                                                      |
| 7 juni WK-kwalificatie № 696 «onderlinge duels» 20:00 uur | Paraguay             | 1 – 2 | Chili                               | Defensores del Chaco, Asunción Toeschouwers: ?? Scheidsrechter: Leandro Vuaden (BRA) |
| 7 juni WK-kwalificatie № 696 «onderlinge duels» 20:00 uur | Roque Santa Cruz 88' |       | 41' Eduardo Vargas 54' Arturo Vidal | Defensores del Chaco, Asunción Toeschouwers: ?? Scheidsrechter: Leandro Vuaden (BRA) |

|                                                            |                                                        |       |                    |                                                                                     |
| 11 juni WK-kwalificatie № 696 «onderlinge duels» 20:00 uur | Chili                                                  | 3 – 1 | Bolivia            | Estadio Nacional, Santiago Toeschouwers: 45.000 Scheidsrechter: Darío Ubriaco (URU) |
| 11 juni WK-kwalificatie № 696 «onderlinge duels» 20:00 uur | Eduardo Vargas 16' Alexis Sánchez 18' Arturo Vidal 90' |       | 32' Marcelo Moreno | Estadio Nacional, Santiago Toeschouwers: 45.000 Scheidsrechter: Darío Ubriaco (URU) |

|                                                                  | |       |      |                                                                                     |
| 14 augustus Vriendschappelijk № 697 «onderlinge duels» 20:00 uur | Chili | 6 – 0 | Irak | Brøndby Stadion, Brøndby Toeschouwers: 7.000 Scheidsrechter: Michael Johansen (DEN) |
| 14 augustus Vriendschappelijk № 697 «onderlinge duels» 20:00 uur | Eugenio Meña 8' Alexis Sánchez 22' Alexis Sánchez 29' Jean Beausejour 37' Jean Beausejour 45+1' Angelo Henríquez 80' |       |      | Brøndby Stadion, Brøndby Toeschouwers: 7.000 Scheidsrechter: Michael Johansen (DEN) |

|                                                                |                                                         |       |           |                                                                                    |
| 6 september WK-kwalificatie № 698 «onderlinge duels» 20:00 uur | Chili                                                   | 3 – 0 | Venezuela | Estadio Nacional, Santiago Toeschouwers: 44.515 Scheidsrechter: Sandro Ricci (BRA) |
| 6 september WK-kwalificatie № 698 «onderlinge duels» 20:00 uur | Eduardo Vargas 10' Marcos González 29' Arturo Vidal 84' |       |           | Estadio Nacional, Santiago Toeschouwers: 44.515 Scheidsrechter: Sandro Ricci (BRA) |

|                                                                   |                                       |       |                                      |                                                                                   |
| 10 september Vriendschappelijk № 699 «onderlinge duels» 20:00 uur | Spanje                                | 2 – 2 | Chili                                | Stade de Genève, Lancy Toeschouwers: 15.000 Scheidsrechter: Adrien Jaccotet (SUI) |
| 10 september Vriendschappelijk № 699 «onderlinge duels» 20:00 uur | Roberto Soldado 39' Jesús Navas 90+2' |       | 5' Eduardo Vargas 44' Eduardo Vargas | Stade de Genève, Lancy Toeschouwers: 15.000 Scheidsrechter: Adrien Jaccotet (SUI) |

|                                                               |                                                                           |       |                                                               |                                                                                                  |
| 11 oktober WK-kwalificatie № 700 «onderlinge duels» 20:00 uur | Uruguay                                                                   | 3 – 3 | Chili                                                         | Estadio Metropolitano, Barranquilla Toeschouwers: 45.000 Scheidsrechter: Paulo de Oliveira (BRA) |
| 11 oktober WK-kwalificatie № 700 «onderlinge duels» 20:00 uur | Teófilo Gutiérrez 69' Radamel Falcao 75' (pen.) Radamel Falcao 84' (pen.) |       | 19' (pen.) Arturo Vidal 22' Alexis Sánchez 30' Alexis Sánchez | Estadio Metropolitano, Barranquilla Toeschouwers: 45.000 Scheidsrechter: Paulo de Oliveira (BRA) |

|                                                               |                                   |       |                    |                                                                                      |
| 15 oktober WK-kwalificatie № 701 «onderlinge duels» 20:30 uur | Chili                             | 2 – 1 | Ecuador            | Estadio Nacional, Santiago Toeschouwers: 46.000 Scheidsrechter: Leandro Vuaden (BRA) |
| 15 oktober WK-kwalificatie № 701 «onderlinge duels» 20:30 uur | Alexis Sánchez 35' Gary Medel 38' |       | 66' Felipe Caicedo | Estadio Nacional, Santiago Toeschouwers: 46.000 Scheidsrechter: Leandro Vuaden (BRA) |

|                                                                  |          |                                        |       |                                                                                  |
| 15 november Vriendschappelijk № 702 «onderlinge duels» 20:00 uur | Engeland | 0 – 2                                  | Chili | Wembley Stadium, Londen Toeschouwers: 62.953 Scheidsrechter: Florian Meyer (GER) |
| 15 november Vriendschappelijk № 702 «onderlinge duels» 20:00 uur |          | 7' Alexis Sánchez 90+4' Alexis Sánchez |       | Wembley Stadium, Londen Toeschouwers: 62.953 Scheidsrechter: Florian Meyer (GER) |

|                                                                  |                      |       |                    |                                                                                   |
| 19 november Vriendschappelijk № 703 «onderlinge duels» 20:00 uur | Brazilië             | 2 – 1 | Chili              | Rogers Centre, Toronto Toeschouwers: 19.000 Scheidsrechter: Silviu Petrescu (CAN) |
| 19 november Vriendschappelijk № 703 «onderlinge duels» 20:00 uur | Hulk 14' Robinho 79' |       | 71' Eduardo Vargas | Rogers Centre, Toronto Toeschouwers: 19.000 Scheidsrechter: Silviu Petrescu (CAN) |

### 2014
|                                                                 |                                                                             |       |            |                                                                                                |
| 22 januari Vriendschappelijk № 704 «onderlinge duels» 20:00 uur | Chili                                                                       | 4 – 0 | Costa Rica | Francisco Sánchez Rumoroso, Coquimbo Toeschouwers: 15.000 Scheidsrechter: Mauro Vigliano (ARG) |
| 22 januari Vriendschappelijk № 704 «onderlinge duels» 20:00 uur | Miiko Albornoz 13' Pablo Hernández 51' Pablo Hernández 54' Carlos Muñoz 79' |       |            | Francisco Sánchez Rumoroso, Coquimbo Toeschouwers: 15.000 Scheidsrechter: Mauro Vigliano (ARG) |

|                                                              |                 |       |       |                                                                                            |
| 5 maart Vriendschappelijk № 705 «onderlinge duels» 20:00 uur | Duitsland       | 1 – 0 | Chili | Mercedes-Benz Arena, Stuttgart Toeschouwers: 54.449 Scheidsrechter: Mark Clattenburg (ENG) |
| 5 maart Vriendschappelijk № 705 «onderlinge duels» 20:00 uur | Mario Götze 16' |       |       | Mercedes-Benz Arena, Stuttgart Toeschouwers: 54.449 Scheidsrechter: Mark Clattenburg (ENG) |

|                                                             |                                                        |       |                                    |                                                                                       |
| 30 mei Vriendschappelijk № 706 «onderlinge duels» 20:30 uur | Chili                                                  | 3 – 2 | Egypte                             | Estadio Nacional, Santiago Toeschouwers: 32.000 Scheidsrechter: Óscar Maldonado (BOL) |
| 30 mei Vriendschappelijk № 706 «onderlinge duels» 20:30 uur | Marcelo Díaz 25' Eduardo Vargas 60' Eduardo Vargas 77' |       | 12' Mohamed Salah 16' Khaled Kamar | Estadio Nacional, Santiago Toeschouwers: 32.000 Scheidsrechter: Óscar Maldonado (BOL) |

|                                                   |                                         |       |               |                                                                                  |
| 3 juni Vriendschappelijk № 707 «onderlinge duels» | Chili                                   | 2 – 0 | Noord-Ierland | Estadio Elías Figueroa Brander, Valparaíso Scheidsrechter: Carlos Amarilla (PAR) |
| 3 juni Vriendschappelijk № 707 «onderlinge duels» | Eduardo Vargas 79' Mauricio Pinilla 82' |       |               | Estadio Elías Figueroa Brander, Valparaíso Scheidsrechter: Carlos Amarilla (PAR) |

| WK voetbal 2014 |
| --------------- |

|                                                                         |                                                             |         |                |                                                                                   |
| 13 juni WK-eindronde Groep B № 708 «onderlinge duels» 18:00 uur (UTC−4) | Chili                                                       | 3 – 1   | Australië      | Arena Pantanal, Cuiabá Toeschouwers: 40.275 Scheidsrechter: Noumandiez Doué (CIV) |
| 13 juni WK-eindronde Groep B № 708 «onderlinge duels» 18:00 uur (UTC−4) | Alexis Sánchez 12' Jorge Valdivia 14' Jean Beausejour 90+2' | Verslag | 35' Tim Cahill | Arena Pantanal, Cuiabá Toeschouwers: 40.275 Scheidsrechter: Noumandiez Doué (CIV) |

|                                                                         |        |                                         |       |                                                                                 |
| 18 juni WK-eindronde Groep B № 709 «onderlinge duels» 16:00 uur (UTC−3) | Spanje | 0 – 2                                   | Chili | Maracanã, Rio de Janeiro Toeschouwers: 74.101 Scheidsrechter: Mark Geiger (USA) |
| 18 juni WK-eindronde Groep B № 709 «onderlinge duels» 16:00 uur (UTC−3) |        | 20' Eduardo Vargas 43' Charles Aránguiz |       | Maracanã, Rio de Janeiro Toeschouwers: 74.101 Scheidsrechter: Mark Geiger (USA) |

|                                                                         |                                   |       |       |                                                                                         |
| 23 juni WK-eindronde Groep B № 710 «onderlinge duels» 13:00 uur (UTC−3) | Nederland                         | 2 – 0 | Chili | Arena de São Paulo, São Paulo Toeschouwers: 62.996 Scheidsrechter: Bakary Gassama (GAM) |
| 23 juni WK-eindronde Groep B № 710 «onderlinge duels» 13:00 uur (UTC−3) | Leroy Fer 77' Memphis Depay 90+2' |       |       | Arena de São Paulo, São Paulo Toeschouwers: 62.996 Scheidsrechter: Bakary Gassama (GAM) |

|                                                                                |                                        |       |                                                                            |                                                                                 |
| 28 juni WK-eindronde Achtste finale № 711 «onderlinge duels» 13:00 uur (UTC−3) | Brazilië                               | 1 – 1 | Chili                                                                      | Mineirão, Belo Horizonte Toeschouwers: 57.714 Scheidsrechter: Howard Webb (ENG) |
| 28 juni WK-eindronde Achtste finale № 711 «onderlinge duels» 13:00 uur (UTC−3) | David Luiz 18'                         |       | 32' Alexis Sánchez                                                         | Mineirão, Belo Horizonte Toeschouwers: 57.714 Scheidsrechter: Howard Webb (ENG) |
| 28 juni WK-eindronde Achtste finale № 711 «onderlinge duels» 13:00 uur (UTC−3) | Strafschoppen                          |       |                                                                            | Mineirão, Belo Horizonte Toeschouwers: 57.714 Scheidsrechter: Howard Webb (ENG) |
| 28 juni WK-eindronde Achtste finale № 711 «onderlinge duels» 13:00 uur (UTC−3) | David Luiz Willian Marcelo Hulk Neymar | 3 – 2 | Mauricio Pinilla Alexis Sánchez Charles Aránguiz Marcelo Díaz Gonzalo Jara | Mineirão, Belo Horizonte Toeschouwers: 57.714 Scheidsrechter: Howard Webb (ENG) |

|  |  |  |  |  |  |  |  |  |

|                                                        |        |       |       |                                                                                    |
| 6 september Vriendschappelijk № 712 «onderlinge duels» | Mexico | 0 – 0 | Chili | Levi's Stadium, Santa Clara Toeschouwers: 67.175 Scheidsrechter: Juan Guzman (USA) |
| 6 september Vriendschappelijk № 712 «onderlinge duels» |        |       |       | Levi's Stadium, Santa Clara Toeschouwers: 67.175 Scheidsrechter: Juan Guzman (USA) |

|                                                        |       |                  |       |                                                                                        |
| 9 september Vriendschappelijk № 713 «onderlinge duels» | Haïti | 0 – 1            | Chili | Lockhart Stadium, Fort Lauderdale Toeschouwers: ?? Scheidsrechter: Oscar Moncada (HON) |
| 9 september Vriendschappelijk № 713 «onderlinge duels» |       | 20' Juan Delgado |       | Lockhart Stadium, Fort Lauderdale Toeschouwers: ?? Scheidsrechter: Oscar Moncada (HON) |

|                                                                 |                                                      |       |      | |
| 10 oktober Vriendschappelijk № 714 «onderlinge duels» 20:00 uur | Chili                                                | 3 – 0 | Peru | Estadio Elías Figueroa Brander, Valparaíso Toeschouwers: 30.000 Scheidsrechter: Julio Quintana (PAR) |
| 10 oktober Vriendschappelijk № 714 «onderlinge duels» 20:00 uur | Eduardo Vargas 28' Gary Medel 35' Eduardo Vargas 54' |       |      | Estadio Elías Figueroa Brander, Valparaíso Toeschouwers: 30.000 Scheidsrechter: Julio Quintana (PAR) |

|                                                                 |                                              |       |                                       |                                                                                 |
| 14 oktober Vriendschappelijk № 715 «onderlinge duels» 20:00 uur | Chili                                        | 2 – 2 | Bolivia                               | Estadio Regional, Antofagasta Toeschouwers: ?? Scheidsrechter: Pablo Díaz (ARG) |
| 14 oktober Vriendschappelijk № 715 «onderlinge duels» 20:00 uur | Charles Aránguiz 42' Arturo Vidal 90' (pen.) |       | 15' Carlos Saucedo 51' Carlos Saucedo | Estadio Regional, Antofagasta Toeschouwers: ?? Scheidsrechter: Pablo Díaz (ARG) |

|                                                        | |       |           |                                                             |
| 14 november Vriendschappelijk № 716 «onderlinge duels» | Chili                                                                                               | 5 – 0 | Venezuela | Estadio CAP, Talcahuano Scheidsrechter: Antonio Arias (PAR) |
| 14 november Vriendschappelijk № 716 «onderlinge duels» | Alexis Sánchez 17' Jorge Valdivia 45+1' Eduardo Vargas 56' Rodrigo Millar 78' Pablo Hernández 90+3' |       |           | Estadio CAP, Talcahuano Scheidsrechter: Antonio Arias (PAR) |

|                                                        |                    |       |                                     |                                                                                            |
| 18 november Vriendschappelijk № 717 «onderlinge duels» | Chili              | 1 – 2 | Uruguay                             | Monumental David Arellano, Santiago Toeschouwers: 39.812 Scheidsrechter: Carlos Vera (ECU) |
| 18 november Vriendschappelijk № 717 «onderlinge duels» | Alexis Sánchez 27' |       | 45' Diego Rolán 81' Álvaro González | Monumental David Arellano, Santiago Toeschouwers: 39.812 Scheidsrechter: Carlos Vera (ECU) |

### 2015
|                                                       |                                                           |       |                                |                                                                                           |
| 28 januari Vriendschappelijk № 718 «onderlinge duels» | Chili                                                     | 3 – 2 | Verenigde Staten               | Estadio El Teniente, Rancagua Toeschouwers: 12.420 Scheidsrechter: Patricio Loustau (ARG) |
| 28 januari Vriendschappelijk № 718 «onderlinge duels» | Roberto Gutiérrez 10' Mark González 66' Mark González 75' |       | 6' Brek Shea 31' Jozy Altidore | Estadio El Teniente, Rancagua Toeschouwers: 12.420 Scheidsrechter: Patricio Loustau (ARG) |

|                                                     |                                    |       |       |                                                                                        |
| 26 maart Vriendschappelijk № 719 «onderlinge duels» | Iran                               | 2 – 0 | Chili | NV Arena, Sankt Pölten Toeschouwers: 2.000 Scheidsrechter: Manuel Schüttengruber (AUT) |
| 26 maart Vriendschappelijk № 719 «onderlinge duels» | Javad Nekounam 21' Vahid Amiri 50' |       |       | NV Arena, Sankt Pölten Toeschouwers: 2.000 Scheidsrechter: Manuel Schüttengruber (AUT) |

|                                                     |                     |       |       |                                                                                     |
| 29 maart Vriendschappelijk № 720 «onderlinge duels» | Brazilië            | 1 – 0 | Chili | Emirates Stadium, Londen Toeschouwers: 60.007 Scheidsrechter: Martin Atkinson (ENG) |
| 29 maart Vriendschappelijk № 720 «onderlinge duels» | Roberto Firmino 73' |       |       | Emirates Stadium, Londen Toeschouwers: 60.007 Scheidsrechter: Martin Atkinson (ENG) |

|                                                             |                    |       |             |                                                                                             |
| 5 juni Vriendschappelijk № 721 «onderlinge duels» 19:00 uur | Chili              | 1 – 0 | El Salvador | Estadio El Teniente, Rancagua Toeschouwers: 14.270 Scheidsrechter: Fernando Rapallini (ARG) |
| 5 juni Vriendschappelijk № 721 «onderlinge duels» 19:00 uur | Jorge Valdivia 14' |       |             | Estadio El Teniente, Rancagua Toeschouwers: 14.270 Scheidsrechter: Fernando Rapallini (ARG) |

| Copa América 2015 |
| ----------------- |

|                                                                 |                                            |       |         |                                                                                     |
| 11 juni Copa América Groep A № 722 «onderlinge duels» 20:30 uur | Chili                                      | 2 – 0 | Ecuador | Estadio Nacional, Santiago Toeschouwers: 46.000 Scheidsrechter: Néstor Pitana (ARG) |
| 11 juni Copa América Groep A № 722 «onderlinge duels» 20:30 uur | Arturo Vidal 67' (pen.) Eduardo Vargas 84' |       |         | Estadio Nacional, Santiago Toeschouwers: 46.000 Scheidsrechter: Néstor Pitana (ARG) |

|                                                                 |                                                             |       |                                                                    |                                                                                       |
| 15 juni Copa América Groep A № 723 «onderlinge duels» 20:30 uur | Chili                                                       | 3 – 3 | Mexico                                                             | Estadio Nacional, Santiago Toeschouwers: 45.583 Scheidsrechter: Víctor Carrillo (PER) |
| 15 juni Copa América Groep A № 723 «onderlinge duels» 20:30 uur | Arturo Vidal 22' Eduardo Vargas 42' Arturo Vidal 55' (pen.) |       | 21' Vicente Matías Vuoso 29' Raúl Jiménez 66' Vicente Matías Vuoso | Estadio Nacional, Santiago Toeschouwers: 45.583 Scheidsrechter: Víctor Carrillo (PER) |

|                                                                 | |       |         |                                                                                    |
| 19 juni Copa América Groep A № 724 «onderlinge duels» 20:30 uur | Chili                                                                                               | 5 – 0 | Bolivia | Estadio Nacional, Santiago Toeschouwers: 45.601 Scheidsrechter: Andrés Cunha (URU) |
| 19 juni Copa América Groep A № 724 «onderlinge duels» 20:30 uur | Charles Aránguiz 2' Alexis Sánchez 36' Charles Aránguiz 65' Gary Medel 78' Ronald Raldes 85' (e.d.) |       |         | Estadio Nacional, Santiago Toeschouwers: 45.601 Scheidsrechter: Andrés Cunha (URU) |

|                                                                     |                   |       |         |                                                                                    |
| 24 juni Copa América Kwartfinale № 725 «onderlinge duels» 20:30 uur | Chili             | 1 – 0 | Uruguay | Estadio Nacional, Santiago Toeschouwers: 45.304 Scheidsrechter: Sandro Ricci (BRA) |
| 24 juni Copa América Kwartfinale № 725 «onderlinge duels» 20:30 uur | Mauricio Isla 81' |       |         | Estadio Nacional, Santiago Toeschouwers: 45.304 Scheidsrechter: Sandro Ricci (BRA) |

|                                                                      |                                       |       |                       |                                                                                   |
| 29 juni Copa América Halve finale № 726 «onderlinge duels» 20:30 uur | Chili                                 | 2 – 1 | Peru                  | Estadio Nacional, Santiago Toeschouwers: 45.651 Scheidsrechter: José Argote (VEN) |
| 29 juni Copa América Halve finale № 726 «onderlinge duels» 20:30 uur | Eduardo Vargas 41' Eduardo Vargas 63' |       | 60' (e.d.) Gary Medel | Estadio Nacional, Santiago Toeschouwers: 45.651 Scheidsrechter: José Argote (VEN) |

|                                                               |                                                               |       |                                          |                                                                                     |
| 4 juli Copa América Finale № 727 «onderlinge duels» 17:00 uur | Chili                                                         | 0 – 0 | Argentinië                               | Estadio Nacional, Santiago Toeschouwers: 45.693 Scheidsrechter: Wilmar Roldán (COL) |
| 4 juli Copa América Finale № 727 «onderlinge duels» 17:00 uur |                                                               |       |                                          | Estadio Nacional, Santiago Toeschouwers: 45.693 Scheidsrechter: Wilmar Roldán (COL) |
| 4 juli Copa América Finale № 727 «onderlinge duels» 17:00 uur | Strafschoppen                                                 |       |                                          | Estadio Nacional, Santiago Toeschouwers: 45.693 Scheidsrechter: Wilmar Roldán (COL) |
| 4 juli Copa América Finale № 727 «onderlinge duels» 17:00 uur | Matías Fernández Arturo Vidal Charles Aránguiz Alexis Sánchez | 4 – 1 | Lionel Messi Gonzalo Higuaín Éver Banega | Estadio Nacional, Santiago Toeschouwers: 45.693 Scheidsrechter: Wilmar Roldán (COL) |

|  |  |  |  |  |  |  |  |  |

|                                                                  |                                                             |       |                                       |                                                                 |
| 5 september Vriendschappelijk № 728 «onderlinge duels» 18:00 uur | Chili                                                       | 3 – 2 | Paraguay                              | Estadio Nacional, Santiago Scheidsrechter: Mauro Vigliano (ARG) |
| 5 september Vriendschappelijk № 728 «onderlinge duels» 18:00 uur | Felipe Gutiérrez 8' Felipe Gutiérrez 64' Alexis Sánchez 82' |       | 51' Jonathan Fabbro 53' Jorge Benítez | Estadio Nacional, Santiago Scheidsrechter: Mauro Vigliano (ARG) |

|                                                                   |                                       |       |          |                                                                                      |
| 8 oktober Kwalificatie WK 2018 № 729 «onderlinge duels» 20:30 uur | Chili                                 | 2 – 0 | Brazilië | Estadio Nacional, Santiago Toeschouwers: 37.000 Scheidsrechter: Roddy Zambrano (ECU) |
| 8 oktober Kwalificatie WK 2018 № 729 «onderlinge duels» 20:30 uur | Eduardo Vargas 72' Alexis Sánchez 88' |       |          | Estadio Nacional, Santiago Toeschouwers: 37.000 Scheidsrechter: Roddy Zambrano (ECU) |

|                                                                    |                                                                |       |                                                                            |                                                                                 |
| 13 oktober Kwalificatie WK 2018 № 730 «onderlinge duels» 21:15 uur | Peru                                                           | 3 – 4 | Chili                                                                      | Estadio Nacional, Lima Toeschouwers: 45.000 Scheidsrechter: Néstor Pitana (ARG) |
| 13 oktober Kwalificatie WK 2018 № 730 «onderlinge duels» 21:15 uur | Jefferson Farfán 10' Jefferson Farfán 36' Paolo Guerrero 90+2' |       | 7' Alexis Sánchez 41' Eduardo Vargas 44' Alexis Sánchez 49' Eduardo Vargas | Estadio Nacional, Lima Toeschouwers: 45.000 Scheidsrechter: Néstor Pitana (ARG) |

|                                                                     |                  |       |                     |                                                                                       |
| 12 november Kwalificatie WK 2018 № 731 «onderlinge duels» 20:30 uur | Chili            | 1 – 1 | Colombia            | Estadio Nacional, Santiago Toeschouwers: 48.665 Scheidsrechter: Enrique Cáceres (PAR) |
| 12 november Kwalificatie WK 2018 № 731 «onderlinge duels» 20:30 uur | Arturo Vidal 44' |       | 67' James Rodríguez | Estadio Nacional, Santiago Toeschouwers: 48.665 Scheidsrechter: Enrique Cáceres (PAR) |

|                                                                     |                                                       |       |       |                                                                                         |
| 17 november Kwalificatie WK 2018 № 732 «onderlinge duels» 20:00 uur | Uruguay                                               | 3 – 0 | Chili | Estadio Centenario, Montevideo Toeschouwers: 50.000 Scheidsrechter: Wilmar Roldán (COL) |
| 17 november Kwalificatie WK 2018 № 732 «onderlinge duels» 20:00 uur | Diego Godín 24' Álvaro Pereira 62' Martín Cáceres 65' |       |       | Estadio Centenario, Montevideo Toeschouwers: 50.000 Scheidsrechter: Wilmar Roldán (COL) |

### 2016
|                                                                  |                      |       |                                        |                                                                                   |
| 24 maart Kwalificatie WK 2018 № 733 «onderlinge duels» 20:30 uur | Chili                | 1 – 2 | Argentinië                             | Estadio Nacional, Santiago Toeschouwers: 44.536 Scheidsrechter: Héber Lopes (BRA) |
| 24 maart Kwalificatie WK 2018 № 733 «onderlinge duels» 20:30 uur | Felipe Gutiérrez 11' |       | 20' Ángel Di María 25' Gabriel Mercado | Estadio Nacional, Santiago Toeschouwers: 44.536 Scheidsrechter: Héber Lopes (BRA) |

|                                                                  |                 |       |                                                                               |                                                                                      |
| 29 maart Kwalificatie WK 2018 № 733 «onderlinge duels» 19:00 uur | Venezuela       | 1 – 4 | Chili                                                                         | Estadio Agustín Tovar, Barinas Toeschouwers: 29.800 Scheidsrechter: Diego Haro (PER) |
| 29 maart Kwalificatie WK 2018 № 733 «onderlinge duels» 19:00 uur | Rómulo Otero 9' |       | 33' Mauricio Pinilla 52' Mauricio Pinilla 72' Arturo Vidal 90+2' Arturo Vidal | Estadio Agustín Tovar, Barinas Toeschouwers: 29.800 Scheidsrechter: Diego Haro (PER) |

|                                                             |                      |       |                                      |                                                                                        |
| 27 mei Vriendschappelijk № 734 «onderlinge duels» 20:30 uur | Chili                | 1 – 2 | Jamaica                              | Estadio Sausalito, Vina del Mar Toeschouwers: 18.000 Scheidsrechter: Raúl Orosco (BOL) |
| 27 mei Vriendschappelijk № 734 «onderlinge duels» 20:30 uur | Nicolás Castillo 82' |       | 36' Clayton Donaldson 53' Joel Grant | Estadio Sausalito, Vina del Mar Toeschouwers: 18.000 Scheidsrechter: Raúl Orosco (BOL) |

|                                                             |                      |       |       |                                                                                         |
| 1 juni Vriendschappelijk № 735 «onderlinge duels» 21:00 uur | Mexico               | 1 – 0 | Chili | Qualcomm Stadium, San Diego Toeschouwers: 70.000 Scheidsrechter: Baldomero Toledo (USA) |
| 1 juni Vriendschappelijk № 735 «onderlinge duels» 21:00 uur | Javier Hernández 87' |       |       | Qualcomm Stadium, San Diego Toeschouwers: 70.000 Scheidsrechter: Baldomero Toledo (USA) |

| Copa América Centenario |
| ----------------------- |

|                                                                |                                    |       |                       |                                                                                         |
| 6 juni Copa América Groep D № 736 «onderlinge duels» 22:00 uur | Argentinië                         | 2 – 1 | Chili                 | Levi's Stadium, Santa Clara Toeschouwers: 69.451 Scheidsrechter: Daniel Fedorczuk (URU) |
| 6 juni Copa América Groep D № 736 «onderlinge duels» 22:00 uur | Ángel Di María 51' Éver Banega 59' |       | 90+3' José Fuenzalida | Levi's Stadium, Santa Clara Toeschouwers: 69.451 Scheidsrechter: Daniel Fedorczuk (URU) |

|                                                                 |                                             |       |                     |                                                                                      |
| 10 juni Copa América Groep D № 737 «onderlinge duels» 19:00 uur | Chili                                       | 2 – 1 | Bolivia             | Gillette Stadium, Foxborough Toeschouwers: 19.392 Scheidsrechter: Jair Marrufo (USA) |
| 10 juni Copa América Groep D № 737 «onderlinge duels» 19:00 uur | Arturo Vidal 46' Arturo Vidal 90+10' (pen.) |       | 61' Jhasmani Campos | Gillette Stadium, Foxborough Toeschouwers: 19.392 Scheidsrechter: Jair Marrufo (USA) |

|                                                                 |                                                                             |       |                                     |                                                                                                 |
| 14 juni Copa América Groep D № 738 «onderlinge duels» 20:00 uur | Chili                                                                       | 4 – 2 | Panama                              | Lincoln Financial Field, Philadelphia Toeschouwers: 27.260 Scheidsrechter: Roddy Zambrano (ECU) |
| 14 juni Copa América Groep D № 738 «onderlinge duels» 20:00 uur | Eduardo Vargas 15' Eduardo Vargas 43' Alexis Sánchez 50' Alexis Sánchez 89' |       | 5' Miguel Camargo 75' Abdiel Arroyo | Lincoln Financial Field, Philadelphia Toeschouwers: 27.260 Scheidsrechter: Roddy Zambrano (ECU) |

|                                                                     |        | |       |                                                                                    |
| 18 juni Copa América Kwartfinale № 739 «onderlinge duels» 22:00 uur | Mexico | 0 – 7 | Chili | Levi's Stadium, Santa Clara Toeschouwers: 70.547 Scheidsrechter: Héber Lopes (BRA) |
| 18 juni Copa América Kwartfinale № 739 «onderlinge duels» 22:00 uur |        | 16' Edson Puch 44' Eduardo Vargas 49' Alexis Sánchez 52' Eduardo Vargas 57' Eduardo Vargas 74' Eduardo Vargas 87' Edson Puch |       | Levi's Stadium, Santa Clara Toeschouwers: 70.547 Scheidsrechter: Héber Lopes (BRA) |

|                                                                      |          |                                         |       |                                                                                |
| 22 juni Copa América Halve finale № 740 «onderlinge duels» 19:00 uur | Colombia | 0 – 2                                   | Chili | Soldier Field, Chicago Toeschouwers: 55.423 Scheidsrechter: Joel Aguilar (ESA) |
| 22 juni Copa América Halve finale № 740 «onderlinge duels» 19:00 uur |          | 7' Charles Aránguiz 11' José Fuenzalida |       | Soldier Field, Chicago Toeschouwers: 55.423 Scheidsrechter: Joel Aguilar (ESA) |

|                                                                |                                                           |              |                                                                                |                                                                                         |
| 26 juni Copa América Finale № 741 «onderlinge duels» 20:00 uur | Argentinië                                                | 0 – 0 (n.v.) | Chili                                                                          | MetLife Stadium, East Rutherford Toeschouwers: 82.026 Scheidsrechter: Héber Lopes (BRA) |
| 26 juni Copa América Finale № 741 «onderlinge duels» 20:00 uur |                                                           |              |                                                                                | MetLife Stadium, East Rutherford Toeschouwers: 82.026 Scheidsrechter: Héber Lopes (BRA) |
| 26 juni Copa América Finale № 741 «onderlinge duels» 20:00 uur | Strafschoppen                                             |              |                                                                                | MetLife Stadium, East Rutherford Toeschouwers: 82.026 Scheidsrechter: Héber Lopes (BRA) |
| 26 juni Copa América Finale № 741 «onderlinge duels» 20:00 uur | Lionel Messi Javier Mascherano Sergio Agüero Lucas Biglia | 2 – 4        | Arturo Vidal Nicolás Castillo Charles Aránguiz Jean Beausejour Francisco Silva | MetLife Stadium, East Rutherford Toeschouwers: 82.026 Scheidsrechter: Héber Lopes (BRA) |

|  |  |  |  |  |  |  |  |  |

|                                                                             |                                   |       |                  |                                                                                                 |
| 1 september Kwalificatie WK 2018 № 742 «onderlinge duels» 20:00 uur (UTC−4) | Paraguay                          | 2 – 1 | Chili            | Estadio Defensores del Chaco, Asuncion Toeschouwers: 35.000 Scheidsrechter: Néstor Pitana (ARG) |
| 1 september Kwalificatie WK 2018 № 742 «onderlinge duels» 20:00 uur (UTC−4) | Óscar Romero 6' Paulo da Silva 9' |       | 37' Arturo Vidal | Estadio Defensores del Chaco, Asuncion Toeschouwers: 35.000 Scheidsrechter: Néstor Pitana (ARG) |

|                                                                             |       |       |         |                                                                                         |
| 6 september Kwalificatie WK 2018 № 743 «onderlinge duels» 20:30 uur (UTC−4) | Chili | 0 – 0 | Bolivia | Estadio Monumental, Santiago Toeschouwers: 40.000 Scheidsrechter: Ricardo Marques (BRA) |
| 6 september Kwalificatie WK 2018 № 743 «onderlinge duels» 20:30 uur (UTC−4) |       |       |         | Estadio Monumental, Santiago Toeschouwers: 40.000 Scheidsrechter: Ricardo Marques (BRA) |

|                                                                   |                                                                   |       |       |                                                                                             |
| 6 oktober Kwalificatie WK 2018 № 744 «onderlinge duels» 16:00 uur | Ecuador                                                           | 3 – 0 | Chili | Estadio Olímpico Atahualpa, Quito Toeschouwers: 25.214 Scheidsrechter: Mauro Vigliano (ARG) |
| 6 oktober Kwalificatie WK 2018 № 744 «onderlinge duels» 16:00 uur | Luis Antonio Valencia 19' Cristian Ramírez 23' Felipe Caicedo 46' |       |       | Estadio Olímpico Atahualpa, Quito Toeschouwers: 25.214 Scheidsrechter: Mauro Vigliano (ARG) |

|                                                                    |                                   |       |                   |                                                                                      |
| 11 oktober Kwalificatie WK 2018 № 745 «onderlinge duels» 20:30 uur | Chili                             | 2 – 1 | Peru              | Estadio Nacional, Santiago Toeschouwers: 38.045 Scheidsrechter: Roddy Zambrano (ECU) |
| 11 oktober Kwalificatie WK 2018 № 745 «onderlinge duels» 20:30 uur | Arturo Vidal 11' Arturo Vidal 85' |       | 77' Édison Flores | Estadio Nacional, Santiago Toeschouwers: 38.045 Scheidsrechter: Roddy Zambrano (ECU) |

|                                                                     |          |       |       |                                                                                                  |
| 10 november Kwalificatie WK 2018 № 746 «onderlinge duels» 20:30 uur | Colombia | 0 – 0 | Chili | Estadio Roberto Meléndez, Barranquilla Toeschouwers: 49.243 Scheidsrechter: Wilton Sampaio (BRA) |
| 10 november Kwalificatie WK 2018 № 746 «onderlinge duels» 20:30 uur |          |       |       | Estadio Roberto Meléndez, Barranquilla Toeschouwers: 49.243 Scheidsrechter: Wilton Sampaio (BRA) |

|                                                                     |                                                          |       |                    |                                                                                       |
| 15 november Kwalificatie WK 2018 № 747 «onderlinge duels» 20:30 uur | Chili                                                    | 3 – 1 | Uruguay            | Estadio Nacional, Santiago Toeschouwers: 56.600 Scheidsrechter: Enrique Cáceres (PAR) |
| 15 november Kwalificatie WK 2018 № 747 «onderlinge duels» 20:30 uur | Eduardo Vargas 45' Alexis Sánchez 60' Alexis Sánchez 76' |       | 17' Edinson Cavani | Estadio Nacional, Santiago Toeschouwers: 56.600 Scheidsrechter: Enrique Cáceres (PAR) |

### 2017
|                                                                      |                                                            |       |                                           |                                                                                |
| 11 januari China Cup Halve finale № 748 «onderlinge duels» 19:30 uur | Chili                                                      | 1 – 1 | Kroatië                                   | Guanxi-sportcentrum, Nanning Toeschouwers: 6.686 Scheidsrechter: Fu Ming (CHN) |
| 11 januari China Cup Halve finale № 748 «onderlinge duels» 19:30 uur | César Pinares 18'                                          |       | 76' Franko Andrijašević                   | Guanxi-sportcentrum, Nanning Toeschouwers: 6.686 Scheidsrechter: Fu Ming (CHN) |
| 11 januari China Cup Halve finale № 748 «onderlinge duels» 19:30 uur | Strafschoppen                                              |       |                                           | Guanxi-sportcentrum, Nanning Toeschouwers: 6.686 Scheidsrechter: Fu Ming (CHN) |
| 11 januari China Cup Halve finale № 748 «onderlinge duels» 19:30 uur | Eduardo Vargas Pablo Galdames Jean Beausejour Álvaro Ramos | 4–1   | Josip Pivarić Domagoj Antolić Mirko Marić | Guanxi-sportcentrum, Nanning Toeschouwers: 6.686 Scheidsrechter: Fu Ming (CHN) |

|                                                                |                  |       |         |                                                                                  |
| 15 januari China Cup Finale № 749 «onderlinge duels» 15:30 uur | Chili            | 1 – 0 | IJsland | Guangxi-sportcentrum, Nanning Toeschouwers: 26.335 Scheidsrechter: Ma Ning (CHN) |
| 15 januari China Cup Finale № 749 «onderlinge duels» 15:30 uur | Angelo Sagal 19' |       |         | Guangxi-sportcentrum, Nanning Toeschouwers: 26.335 Scheidsrechter: Ma Ning (CHN) |

|                                                                  |                         |       |       |                                                                                            |
| 23 maart Kwalificatie WK 2018 № 750 «onderlinge duels» 20:30 uur | Argentinië              | 1 – 0 | Chili | Estadio Monumental, Buenos Aires Toeschouwers: onbekend Scheidsrechter: Sandro Ricci (BRA) |
| 23 maart Kwalificatie WK 2018 № 750 «onderlinge duels» 20:30 uur | Lionel Messi 16' (pen.) |       |       | Estadio Monumental, Buenos Aires Toeschouwers: onbekend Scheidsrechter: Sandro Ricci (BRA) |

|                                                                  |                                                          |       |                    |                                                                                    |
| 28 maart Kwalificatie WK 2018 № 751 «onderlinge duels» 20:00 uur | Chili                                                    | 3 – 1 | Venezuela          | Estadio Nacional, Santiago Toeschouwers: 37.000 Scheidsrechter: Andrés Cunha (URU) |
| 28 maart Kwalificatie WK 2018 № 751 «onderlinge duels» 20:00 uur | Alexis Sánchez 5' Esteban Paredes 7' Esteban Paredes 22' |       | 63' Salomón Rondón | Estadio Nacional, Santiago Toeschouwers: 37.000 Scheidsrechter: Andrés Cunha (URU) |

|                                                             |                                                    |       |              |                                                                                  |
| 2 juni Vriendschappelijk № 752 «onderlinge duels» 20:30 uur | Chili                                              | 3 – 0 | Burkina Faso | Estadio Nacional, Santiago Toeschouwers: 27.000 Scheidsrechter: Diego Abal (ARG) |
| 2 juni Vriendschappelijk № 752 «onderlinge duels» 20:30 uur | Arturo Vidal 10' Arturo Vidal 75' Ángelo Sagal 86' |       |              | Estadio Nacional, Santiago Toeschouwers: 27.000 Scheidsrechter: Diego Abal (ARG) |

|                                                             |                  |       |                   |                                                                                |
| 9 juni Vriendschappelijk № 753 «onderlinge duels» 18:00 uur | Rusland          | 1 – 1 | Chili             | VEB Arena, Moskou Toeschouwers: 15.000 Scheidsrechter: Jesús Gil Manzano (ESP) |
| 9 juni Vriendschappelijk № 753 «onderlinge duels» 18:00 uur | Viktor Vasin 67' |       | 56' Mauricio Isla | VEB Arena, Moskou Toeschouwers: 15.000 Scheidsrechter: Jesús Gil Manzano (ESP) |

|                                                              |                                                            |       |                                         |                                                                               |
| 13 juni Vriendschappelijk № 754 «onderlinge duels» 20:00 uur | Roemenië                                                   | 3 – 2 | Chili                                   | Cluj Arena, Cluj-Napoca Toeschouwers: 9.000 Scheidsrechter: Bas Nijhuis (NED) |
| 13 juni Vriendschappelijk № 754 «onderlinge duels» 20:00 uur | Bogdan Stancu 31' Nicolae Stanciu 60' Alexandru Băluţă 83' |       | 8' Eduardo Vargas 18' Leonardo Valencia | Cluj Arena, Cluj-Napoca Toeschouwers: 9.000 Scheidsrechter: Bas Nijhuis (NED) |

| FIFA Confederations Cup 2017 |
| ---------------------------- |

|                                                                            |          |                                       |       |                                                                                   |
| 18 juni FIFA Confederations Cup Groep B № 755 «onderlinge duels» 21:00 uur | Kameroen | 0 – 2                                 | Chili | Otkrytieje Arena, Moskou Toeschouwers: 33.492 Scheidsrechter: Damir Skomina (SLO) |
| 18 juni FIFA Confederations Cup Groep B № 755 «onderlinge duels» 21:00 uur |          | 81' Arturo Vidal 90+1' Eduardo Vargas |       | Otkrytieje Arena, Moskou Toeschouwers: 33.492 Scheidsrechter: Damir Skomina (SLO) |

|                                                                            |                 |       |                   |                                                                               |
| 22 juni FIFA Confederations Cup Groep B № 756 «onderlinge duels» 21:00 uur | Duitsland       | 1 – 1 | Chili             | Kazan Arena, Kazan Toeschouwers: 38.222 Scheidsrechter: Alireza Faghani (IRN) |
| 22 juni FIFA Confederations Cup Groep B № 756 «onderlinge duels» 21:00 uur | Lars Stindl 41' |       | 6' Alexis Sánchez | Kazan Arena, Kazan Toeschouwers: 38.222 Scheidsrechter: Alireza Faghani (IRN) |

|                                                                            |                      |       |                  |                                                                                     |
| 25 juni FIFA Confederations Cup Groep B № 757 «onderlinge duels» 18:00 uur | Chili                | 1 – 1 | Australië        | Otkrytieje Arena, Moskou Toeschouwers: 33.639 Scheidsrechter: Gianluca Rocchi (ITA) |
| 25 juni FIFA Confederations Cup Groep B № 757 «onderlinge duels» 18:00 uur | Martín Rodríguez 67' |       | 42' James Troisi | Otkrytieje Arena, Moskou Toeschouwers: 33.639 Scheidsrechter: Gianluca Rocchi (ITA) |

|                                                                                 |                                     |              |                                              |                                                                               |
| 28 juni FIFA Confederations Cup Halve finale № 758 «onderlinge duels» 21:00 uur | Portugal                            | 0 – 0 (n.v.) | Chili                                        | Kazan Arena, Kazan Toeschouwers: 40.855 Scheidsrechter: Alireza Faghani (IRN) |
| 28 juni FIFA Confederations Cup Halve finale № 758 «onderlinge duels» 21:00 uur |                                     |              |                                              | Kazan Arena, Kazan Toeschouwers: 40.855 Scheidsrechter: Alireza Faghani (IRN) |
| 28 juni FIFA Confederations Cup Halve finale № 758 «onderlinge duels» 21:00 uur | Strafschoppen                       |              |                                              | Kazan Arena, Kazan Toeschouwers: 40.855 Scheidsrechter: Alireza Faghani (IRN) |
| 28 juni FIFA Confederations Cup Halve finale № 758 «onderlinge duels» 21:00 uur | Ricardo Quaresma João Moutinho Nani | 0 – 3        | Arturo Vidal Charles Aránguiz Alexis Sánchez | Kazan Arena, Kazan Toeschouwers: 40.855 Scheidsrechter: Alireza Faghani (IRN) |

|                                                                          |       |                 |           |                                                                                               |
| 2 juli FIFA Confederations Cup Finale № 759 «onderlinge duels» 21:00 uur | Chili | 0 – 1           | Duitsland | Nieuwe Zenitstadion, Sint-Petersburg Toeschouwers: 57.268 Scheidsrechter: Milorad Mažić (SRB) |
| 2 juli FIFA Confederations Cup Finale № 759 «onderlinge duels» 21:00 uur |       | 20' Lars Stindl |           | Nieuwe Zenitstadion, Sint-Petersburg Toeschouwers: 57.268 Scheidsrechter: Milorad Mažić (SRB) |

|  |  |  |  |  |  |  |  |  |

|                                                                     |       |                                                                |          | |
| 31 augustus Kwalificatie WK 2018 № 760 «onderlinge duels» 19:30 uur | Chili | 0 – 3                                                          | Paraguay | Estadio Monumental David Arellano, Santiago Toeschouwers: 43.000 Scheidsrechter: Néstor Pitana (ARG) |
| 31 augustus Kwalificatie WK 2018 № 760 «onderlinge duels» 19:30 uur |       | 24' (e.d.) Arturo Vidal 55' Víctor Cáceres 90+2' Richard Ortiz |          | Estadio Monumental David Arellano, Santiago Toeschouwers: 43.000 Scheidsrechter: Néstor Pitana (ARG) |

|                                                                     |                             |       |       |                                                                                         |
| 5 september Kwalificatie WK 2018 № 761 «onderlinge duels» 16:00 uur | Bolivia                     | 1 – 0 | Chili | Estadio Hernando Siles, La Paz Toeschouwers: 28.500 Scheidsrechter: Wilmar Roldán (COL) |
| 5 september Kwalificatie WK 2018 № 761 «onderlinge duels» 16:00 uur | Juan Carlos Arce 59' (pen.) |       |       | Estadio Hernando Siles, La Paz Toeschouwers: 28.500 Scheidsrechter: Wilmar Roldán (COL) |

|                                                                   |                                       |       |                   | |
| 5 oktober Kwalificatie WK 2018 № 762 «onderlinge duels» 20:30 uur | Chili                                 | 2 – 1 | Ecuador           | Estadio Monumental David Arellano, Santiago Toeschouwers: 35.000 Scheidsrechter: Sandro Ricci (BRA) |
| 5 oktober Kwalificatie WK 2018 № 762 «onderlinge duels» 20:30 uur | Eduardo Vargas 22' Alexis Sánchez 85' |       | 84' Renato Ibarra | Estadio Monumental David Arellano, Santiago Toeschouwers: 35.000 Scheidsrechter: Sandro Ricci (BRA) |

|                                                                    |                                                    |       |       |                                                                                     |
| 10 oktober Kwalificatie WK 2018 № 763 «onderlinge duels» 20:30 uur | Brazilië                                           | 3 – 0 | Chili | Allianz Parque, São Paulo Toeschouwers: 45.217 Scheidsrechter: Roddy Zambrano (ECU) |
| 10 oktober Kwalificatie WK 2018 № 763 «onderlinge duels» 20:30 uur | Paulinho 55' Gabriel Jesus 57' Gabriel Jesus 90+2' |       |       | Allianz Parque, São Paulo Toeschouwers: 45.217 Scheidsrechter: Roddy Zambrano (ECU) |

### 2018
|                                                           |                  |       |                                     |                                                                                |
| 24 maart Vriendschappelijk № «onderlinge duels» 18:00 uur | Zweden           | 1 – 2 | Chili                               | Friends Arena, Solna Toeschouwers: 48.134 Scheidsrechter: Anthony Taylor (ENG) |
| 24 maart Vriendschappelijk № «onderlinge duels» 18:00 uur | Ola Toivonen 23' |       | 22' Arturo Vidal 90' Marcos Bolados | Friends Arena, Solna Toeschouwers: 48.134 Scheidsrechter: Anthony Taylor (ENG) |

|                                                           |            |       |       |                                                                                       |
| 27 maart Vriendschappelijk № «onderlinge duels» 20:00 uur | Denemarken | 0 – 0 | Chili | Aalborg Portland Park, Aalborg Toeschouwers: 11.527 Scheidsrechter: John Beaton (SCO) |
| 27 maart Vriendschappelijk № «onderlinge duels» 20:00 uur |            |       |       | Aalborg Portland Park, Aalborg Toeschouwers: 11.527 Scheidsrechter: John Beaton (SCO) |

|                                                         |                       |       |        |                                                                             |
| 4 juni Vriendschappelijk № «onderlinge duels» 20:00 uur | Chili                 | 1 – 0 | Servië | Merkur Arena, Graz Toeschouwers: 800 Scheidsrechter: Alexander Harkam (AUT) |
| 4 juni Vriendschappelijk № «onderlinge duels» 20:00 uur | Guillermo Maripán 88' |       |        | Merkur Arena, Graz Toeschouwers: 800 Scheidsrechter: Alexander Harkam (AUT) |

|                                                         |                                            |       |                                     |                                                                                 |
| 8 juni Vriendschappelijk № «onderlinge duels» 20:45 uur | Polen                                      | 2 – 2 | Chili                               | INEA Stadion, Poznań Toeschouwers: 41.216 Scheidsrechter: Paolo Mazzoleni (ITA) |
| 8 juni Vriendschappelijk № «onderlinge duels» 20:45 uur | Robert Lewandowski 30' Piotr Zieliński 34' |       | 38' Diego Valdés 56' Miiko Albornoz | INEA Stadion, Poznań Toeschouwers: 41.216 Scheidsrechter: Paolo Mazzoleni (ITA) |

|                                                           |            |       |       |                                                                                     |
| 11 september Vriendschappelijk № «onderlinge duels» 20:00 | Zuid-Korea | 0 – 0 | Chili | Suwon World Cupstadion, Suwon Toeschouwers: 40.127 Scheidsrechter: Ryuji Sato (JPN) |
| 11 september Vriendschappelijk № «onderlinge duels» 20:00 |            |       |       | Suwon World Cupstadion, Suwon Toeschouwers: 40.127 Scheidsrechter: Ryuji Sato (JPN) |

|                                                             |                                      |     |       |                                                                                       |
| 12 oktober Vriendschappelijk № «onderlinge duels» 20:30 uur | Peru                                 | 3–0 | Chili | Hard Rock Stadium, Miami Toeschouwers: 34,016 Scheidsrechter: Armando Villareal (USA) |
| 12 oktober Vriendschappelijk № «onderlinge duels» 20:30 uur | Enzo Roco 64', Pedro Aquino 75', 86' |     |       | Hard Rock Stadium, Miami Toeschouwers: 34,016 Scheidsrechter: Armando Villareal (USA) |

|                                                             |        |                      |       |                                                                                           |
| 16 oktober Vriendschappelijk № «onderlinge duels» 20:45 uur | Mexico | 0 – 1                | Chili | Estadio La Corregidora, Querétaro Toeschouwers: 40,000 Scheidsrechter: Joel Aguilar (ESV) |
| 16 oktober Vriendschappelijk № «onderlinge duels» 20:45 uur |        | Nicolás Castillo 89' |       | Estadio La Corregidora, Querétaro Toeschouwers: 40,000 Scheidsrechter: Joel Aguilar (ESV) |

|                                                              |                                         |       |                                               |                                                                                        |
| 16 november Vriendschappelijk № «onderlinge duels» 21:15 uur | Chili                                   | 2 – 3 | Costa Rica                                    | Estadio El Teniente, Rancagua Toeschouwers: 9,000 Scheidsrechter: Germán Delfino (ARG) |
| 16 november Vriendschappelijk № «onderlinge duels» 21:15 uur | Sebastián Vegas 70', Alexis Sánchez 90' |       | Kendall Waston 36', 59', Rónald Matarrita 64' | Estadio El Teniente, Rancagua Toeschouwers: 9,000 Scheidsrechter: Germán Delfino (ARG) |

|                                                              |                                                              |       |                     | |
| 20 november Vriendschappelijk № «onderlinge duels» 21:15 uur | Chili                                                        | 4 – 1 | Honduras            | Estadio Municipal Germán Becker, Temuco Toeschouwers: 17.000 Scheidsrechter: Michael Espinoza (PER) |
| 20 november Vriendschappelijk № «onderlinge duels» 21:15 uur | Arturo Vidal 8', 35' Alexis Sánchez 61' Nicolás Castillo 84' |       | Alexander López 40' | Estadio Municipal Germán Becker, Temuco Toeschouwers: 17.000 Scheidsrechter: Michael Espinoza (PER) |

### 2019
|                                                           |                                                        |       |                      |                                                                               |
| 22 maart Vriendschappelijk № «onderlinge duels» 19:15 uur | Mexico                                                 | 3 – 1 | Chili                | SDCCU Stadium, San Diego Toeschouwers: 49,617 Scheidsrechter: Ted Unkel (USA) |
| 22 maart Vriendschappelijk № «onderlinge duels» 19:15 uur | Raúl Jiménez 52', Héctor Moreno 64' Hirving Lozano 65' |       | Nicolás Castillo 69' | SDCCU Stadium, San Diego Toeschouwers: 49,617 Scheidsrechter: Ted Unkel (USA) |

|                                                         |                                               |       |                      |                                                                     |
| 6 juni Vriendschappelijk № «onderlinge duels» 19:00 uur | Chili                                         | 2 – 1 | Haïti                | Estadio La Portada, La Serena Scheidsrechter: Ricardo Marques (BRA) |
| 6 juni Vriendschappelijk № «onderlinge duels» 19:00 uur | Eduardo Vargas 69', José Pedro Fuenzalida 71' |       | Frantzdy Pierrot 26' | Estadio La Portada, La Serena Scheidsrechter: Ricardo Marques (BRA) |

| Copa América 2019 |
| ----------------- |

|                                                                   |       |                                                            |       |                                                                         |
| 17 juni Copa América 2019 Gruppe C № «onderlinge duels» 20:00 uur | Japan | 0 – 4                                                      | Chili | Estádio do Morumbi, São Paulo Scheidsrechter: Mario Díaz De Vivar (PAR) |
| 17 juni Copa América 2019 Gruppe C № «onderlinge duels» 20:00 uur |       | Erick Pulgar 41' Eduardo Vargas 54' 83' Alexis Sánchez 82' |       | Estádio do Morumbi, São Paulo Scheidsrechter: Mario Díaz De Vivar (PAR) |

|                                                                   |                    |       |                                             |                                                                                                 |
| 21 juni Copa América 2019 Gruppe C № «onderlinge duels» 20:00 uur | Ecuador            | 1 – 2 | Chili                                       | Itaipava Arena Fonte Nova, Salvador Toeschouwers: 14.727 Scheidsrechter: Patricio Loustau (ARG) |
| 21 juni Copa América 2019 Gruppe C № «onderlinge duels» 20:00 uur | Enner Valencia 26' |       | José Pedro Fuenzalida 8' Alexis Sánchez 51' | Itaipava Arena Fonte Nova, Salvador Toeschouwers: 14.727 Scheidsrechter: Patricio Loustau (ARG) |

|                                                                   |       |                    |         |                                                                                  |
| 24 juni Copa América 2019 Gruppe C № «onderlinge duels» 20:00 uur | Chili | 0 – 1              | Uruguay | Marcanã, Rio de Janeiro Toeschouwers: 57.442 Scheidsrechter: Raphael Claus (BRA) |
| 24 juni Copa América 2019 Gruppe C № «onderlinge duels» 20:00 uur |       | Edinson Cavani 82' |         | Marcanã, Rio de Janeiro Toeschouwers: 57.442 Scheidsrechter: Raphael Claus (BRA) |

|                                                                      |       |                                                                |      |                                                                                        |
| 3 juli Copa América 2019 Halve Finale № «onderlinge duels» 21:30 uur | Chili | 0 – 3                                                          | Peru | Arena do Grêmio, Porto Alegre Toeschouwers: 33.058 Scheidsrechter: Wilmar Roldán (COL) |
| 3 juli Copa América 2019 Halve Finale № «onderlinge duels» 21:30 uur |       | Edison Flores 21' Yoshimar Yotún 38' José Paolo Guerrero 90+1' |      | Arena do Grêmio, Porto Alegre Toeschouwers: 33.058 Scheidsrechter: Wilmar Roldán (COL) |

|                                                               |                                    |       |                   |                                                                                            |
| 10 september Vriendschappelijk № «onderlinge duels» 19:30 uur | Honduras                           | 2 – 1 | Chili             | Estadio Olímpico Metropolitano, San Pedro Sula Scheidsrechter: Juan Gabriel Calderón (CRC) |
| 10 september Vriendschappelijk № «onderlinge duels» 19:30 uur | Alberth Elis 73' Jonathan Toro 80' |       | Alfonso Parot 19' | Estadio Olímpico Metropolitano, San Pedro Sula Scheidsrechter: Juan Gabriel Calderón (CRC) |

|                                                             |          |       |       |                                                                        |
| 12 oktober Vriendschappelijk № «onderlinge duels» 18:00 uur | Colombia | 0 – 0 | Chili | Estadio José Rico Pérez, Alicante Scheidsrechter: Jason Barcelos (GIB) |
| 12 oktober Vriendschappelijk № «onderlinge duels» 18:00 uur |          |       |       | Estadio José Rico Pérez, Alicante Scheidsrechter: Jason Barcelos (GIB) |

|                                                             |                                                      |       |                                         |                                                                       |
| 15 oktober Vriendschappelijk № «onderlinge duels» 18:00 uur | Chili                                                | 3 – 2 | Guinee                                  | Estadio José Rico Pérez, Alicante Scheidsrechter: Fyodor Zammit (MLT) |
| 15 oktober Vriendschappelijk № «onderlinge duels» 18:00 uur | Jean Meneses 65', Felipe Mora 71', Arturo Vidal 74', |       | Ibrahima Conté 38', Ibrahima Camara 80' | Estadio José Rico Pérez, Alicante Scheidsrechter: Fyodor Zammit (MLT) |

|                                                    |      |             |       |                                                                        |
| 19 november Vriendschappelijk № «onderlinge duels» | Peru | geannuleerd | Chili | Estadio Nacional, Lima Toeschouwers: onbekend Scheidsrechter: onbekend |
| 19 november Vriendschappelijk № «onderlinge duels» |      |             |       | Estadio Nacional, Lima Toeschouwers: onbekend Scheidsrechter: onbekend |

FFCh · A-internationals · Selecties · Bondscoaches · Chileens vrouwenelftal · Olympisch elftal · Chili U21 · Chili U20 · Chili U19 · Chili U18 · Chili U17
1910 – 1919 ·
1920 – 1929 ·
1930 – 1939 ·
1940 – 1949 ·
1950 – 1959 ·
1960 – 1969 ·
1970 – 1979 ·
1980 – 1989 ·
1990 – 1999 ·
2000 – 2009 ·
2010 – 2019 ·
2020 – 2029
WK 1930 · 
WK 1950 · 
WK 1962 · 
WK 1966 · 
WK 1974 · 
WK 1982 · 
WK 1998 · 
WK 2010 · 
WK 2014
OS 1928 · 
OS 1952 · 
OS 1984 · 
OS 2000
1910 · 
1911 · 1912 · 
1913 · 
1914 · 1915 · 
1916 · 
1917 · 
1918 · 
1919 · 
1920 · 
1921 · 
1922 · 
1923 · 
1924 · 
1925 · 
1926 · 
1927 · 
1928 · 
1929 · 
1930 · 
1931 · 1932 · 1933 · 1934 · 
1935 · 
1936 · 
1937 · 
1938 · 
1939 · 
1940 · 
1941 · 
1942 · 
1943 · 1944 · 
1945 · 
1946 · 
1947 · 
1948 · 
1949 · 
1950 · 
1951 · 
1952 · 
1953 · 
1954 · 
1955 · 
1956 · 
1957 · 
1958 · 
1959 · 
1960 · 
1961 · 
1962 · 
1963 · 
1964 · 
1965 · 
1966 · 
1967 · 
1968 · 
1969 · 
1970 · 
1971 · 
1972 · 
1973 · 
1974 · 
1975 · 
1976 · 
1977 · 
1978 · 
1979 · 
1980 · 
1981 · 
1982 · 
1983 · 
1984 · 
1985 · 
1986 · 
1987 · 
1988 · 
1989 · 
1990 ·
1991 · 
1992 · 
1993 · 
1994 · 
1995 · 
1996 · 
1997 · 
1998 · 
1999 · 
2000 · 
2001 · 
2002 · 
2003 · 
2004 · 
2005 · 
2006 · 
2007 · 
2008 · 
2009 · 
2010 · 
2011 · 
2012 · 
2013 · 
2014 · 
2015 · 
2016 ·
2017 ·
2018 ·
2019 ·
2020 ·
2021 ·
2022 ·
2023 ·
2024
Albanië ·
Algerije ·
Argentinië ·
Armenië ·
Australië ·
België ·
Bolivia ·
Bosnie en Herzegovina ·
Brazilië ·
Bulgarije ·
Burkina Faso ·
Canada ·
China ·
Colombia ·
Costa Rica ·
Cuba ·
DDR ·
Denemarken ·
Dominicaanse Republiek ·
Duitsland ·
Ecuador ·
Egypte ·
El Salvador · 
Engeland ·
Estland ·
Finland ·
Frankrijk ·
Ghana · 
Griekenland ·
Guatemala ·
Guinee ·
Haïti ·
Honduras ·
Hongarije ·
Ierland ·
IJsland ·
Irak ·
Iran ·
Israël ·
Italië ·
Ivoorkust ·
Jamaica ·
Japan ·
Joegoslavië ·
Kameroen ·
Kroatië ·
Litouwen ·
Marokko ·
Mexico ·
Nederland ·
Nieuw-Zeeland · 
Noord-Ierland ·
Noord-Korea ·
Oekraïne · 
Oman · 
Oostenrijk ·
Palestina ·
Panama · 
Paraguay ·
Peru ·
Polen ·
Portugal · 
Qatar ·
Roemenië · 
Rusland ·
Saoedi-Arabië ·
Schotland ·
Senegal ·
Servië ·
Slowakije ·
Sovjet-Unie ·
Spanje ·
Togo ·
Trinidad en Tobago ·  
Tsjecho-Slowakije ·
Tunesië · 
Turkije · 
Uruguay ·
Venezuela ·
Verenigde Arabische Emiraten ·
Verenigde Staten ·
Wales ·
Zambia ·
Zuid-Afrika ·
Zuid-Korea ·
Zweden ·
Zwitserland
Algerije (1982) · 
Australië (2014) · 
Brazilië (2014) · 
Honduras (2010) · 
Nederland (2014) · 
Oostenrijk (1982) · 
Spanje (2010) · 
Spanje (2014) · 
West-Duitsland (1982) · 
Zwitserland (2010)
AFC-zone: Afghanistan · Australië · Bahrein · Bangladesh · Bhutan · Brunei · Cambodja · China · Chinees Taipei · Filipijnen · Guam · Hongkong · India · Indonesië · Iran · Irak · Japan · Jemen · Jordanië · Koeweit · Kirgizië · Laos · Libanon · Macau · Maleisië · Maldiven · Mongolië · Myanmar · Nepal · Noord-Korea · Oezbekistan · Oman · Oost-Timor · Pakistan · Palestina · Qatar · Saoedi-Arabië · Singapore · Sri Lanka · Syrië · Tadjikistan · Thailand · Turkmenistan · Verenigde Arabische Emiraten · Vietnam · Zuid-Korea

CAF-zone: Algerije · Angola · Benin · Botswana · Burkina Faso · Burundi · Centraal-Afrikaanse Republiek · Comoren · Congo-Brazzaville · Congo-Kinshasa · Djibouti · Egypte · Equatoriaal-Guinea · Eritrea · Ethiopië · Gabon · Gambia · Ghana · Guinee · Guinee-Bissau · Ivoorkust · Kaapverdië · Kameroen · Kenia · Lesotho · Liberia · Libië · Madagaskar · Malawi · Mali · Mauritanië · Mauritius · Marokko · Mozambique · Namibië · Niger · Nigeria · Oeganda · Rwanda · Sao Tomé en Principe · Senegal · Seychellen · Sierra Leone · Soedan · Somalië · Swaziland · Tanzania · Togo · Tsjaad · Tunesië · Zambia · Zimbabwe · Zuid-Afrika · Zuid-Soedan 

CONCACAF-zone: Amerikaanse Maagdeneilanden · Anguilla · Antigua en Barbuda · Aruba · Bahama's · Barbados · Belize · Bermuda · Britse Maagdeneilanden · Canada · Kaaimaneilanden · Costa Rica · Cuba · Curaçao · Dominica · Dominicaanse Republiek · El Salvador · Frans Guyana · Grenada · Guadeloupe · Guatemala · Guyana · Haïti · Honduras · Jamaica · Martinique · Mexico · Montserrat · 
Nicaragua · Panama · Puerto Rico · Saint Kitts en Nevis · Saint Lucia · Saint Vincent en de Grenadines · Sint Maarten · Suriname · Trinidad en Tobago · Turks- en Caicoseilanden · Verenigde Staten

CONMEBOL-zone: Argentinië · Bolivia · Brazilië · Chili · Colombia · Ecuador · Paraguay · Peru · Uruguay · Venezuela

OFC-zone: Amerikaans-Samoa · Cookeilanden · Fiji · Nieuw-Caledonië · Nieuw-Zeeland · Papoea-Nieuw-Guinea · Samoa · Salomoneilanden · Tahiti · Tonga · Vanuatu

UEFA-zone: Albanië · Andorra · Armenië · Azerbeidzjan · België · Bosnië en Herzegovina · Bulgarije · Cyprus · Denemarken · Duitsland · Engeland · Estland · Faeröer · Finland · Frankrijk · Georgië · Gibraltar · Griekenland · Hongarije · IJsland · Ierland · Israël · Italië · Kazachstan · Kosovo · Kroatië · Letland · Liechtenstein · Litouwen · Luxemburg · Macedonië · Malta · Moldavië · Montenegro · Nederland · Noord-Ierland · Noorwegen · Oekraïne · Oostenrijk · Polen · Portugal · Roemenië · Rusland · San Marino · Schotland · Servië · Slovenië · Slowakije · Spanje · Tsjechië · Turkije · Wales · Wit-Rusland · Zweden · Zwitserland